# Hobart Cavanaugh
Hobart Cavanaugh (* 22. September 1886 in Virginia City, Nevada; † 27. April 1950 in Woodland Hills, Los Angeles, Kalifornien) war ein US-amerikanischer Film- und Theaterschauspieler.

## Leben und Karriere
Hobart Cavanaugh wurde in der Goldgräberstadt Virginia City geboren, wio sein Vater als Eisenbahningenieur arbeitete. Später zog die Familie nach San Francisco. Zunächst plante er wie sein Vater Ingenieur werden und studierte hierfür kurzzeitig an der University of California. Er wandte sich dann aber dem Beruf des Schauspielers zu, möglicherweise unter dem Einfluss seiner Jugendfreunde Walter Catlett und Charlie Ruggles. Ab den 1900er-Jahren lassen sich zahlreiche Bühnenauftritte Cavanaughs in unterschiedlichen Teilen der USA nachweisen, die ihn zu einem gefragten Bühnenschauspieler machten. In Zeitungsrezensionen dieser Zeit erhielt er stets gute Kritiken und wurde für seine Komik gelobt. 1916 machte er sein Debüt am Broadway in New York und wirkte dort bis 1948 an mehr als einem Dutzend Produktionen mit.
Sein Filmdebüt gab Cavanaugh 1928 in dem Film San Francisco Nights an der Seite von Mae Busch. 1932 erhielt er einen Filmvertrag in Hollywood und drehte im Folgejahr bereits über 20 Filme. Cavanaugh wurde zu einem bekannten Nebendarsteller, der besonders das Rollenfach des arglosen Durchschnittsbürgers oder notorischen Versagers bediente – sei es als staubtrockener Beamter oder von seiner Ehefrau unterdrückter Ehemann. Häufig erschienen seine Figuren etwas nervös oder trottelig, doch in einigen Filmen entpuppten sie sich am Filmende wider Erwarten als Schurken (etwa in Horror Island von Universal Pictures). Mitte der 1930er-Jahre spielte Cavanaugh in Nebenrollen in Michael Curtiz’ Abenteuerfilm Unter Piratenflagge, in Max Reinhardts Version von Ein Sommernachtstraum (als Philostrat) und in der Komödie Seine Sekretärin neben Clark Gable und Jean Harlow. Gleich mehrfach spielte er an der Seite von James Cagney. Eine seiner letzten Filmrollen hatte er 1949 in dem Filmdrama Ein Brief an drei Frauen, wo er den zurückhaltenden Ehemann von Florence Bates’ herrischer Figur darstellte. Mit seiner Stimme war Cavanaugh als Erzähler von mehreren Dokumentarfilmen zu hören. Insgesamt umfasst das filmische Schaffen von Cavanaugh mehr als 190 Produktionen.
Bei den Dreharbeiten zu seinem letzten Film Stella (1950) war Cavanaugh bereits schwer von einer Krebserkrankung gezeichnet und brach zweimal am Filmset zusammen, bestand aber darauf, die Rolle des Bestatters in diesem Film noch abzudrehen. Von 1913 bis zu seinem Tod war er mit der früheren Bühnenschauspielerin Florence Heston verheiratet, sie hatten eine Tochter namens Patricia. Hobart Cavanaugh ist auf dem Prominentenfriedhof Holy Cross Cemetery in Culver City bestattet.

## Filmografie (Auswahl)
- 1928: San Francisco Nights
- 1933: Jahrmarktsrummel (State Fair)
- 1933: Der Mann mit der Kamera (Picture Snatcher)
- 1933: Lilly Turner
- 1933: A Study in Scarlet
- 1933: I Cover the Waterfront
- 1933: Goldgräber von 1933 (Gold Diggers of 1933)
- 1933: Der Detektiv und die Spielerin (Private Detective 62)
- 1933: The Mayor of Hell
- 1933: Mary Stevens, M. D. (Mary Stevens)
- 1933: Verschollen in New York (Bureau of Missing Persons)
- 1933: Parade im Rampenlicht (Footlight Parade)
- 1933: Broadway Through a Keyhole
- 1933: Havana Widows
- 1934: Tag, Nellie! (Hi, Nellie!)
- 1934: Mandalay
- 1934: Liebe ohne Zwirn und Faden (Fashions of 1934)
- 1934: Wonder Bar
- 1934: Ein feiner Herr (Jimmy the Gent)
- 1934: A Modern Hero
- 1934: Madame Dubarry (Madame Du Barry)
- 1934: Housewife
- 1934: Ein schwerer Junge (The St. Louis Kid)
- 1935: Stadt an der Grenze (Bordertown)
- 1935: Licht im Dunkeln (Wings in the Dark)
- 1935: Ein Sommernachtstraum (A Midsummer Night’s Dream)
- 1935: Unter Piratenflagge (Captain Blood)
- 1936: Seine Sekretärin (Wife vs. Secretary)
- 1936: Colleen
- 1936: Zwei gegen die Welt (Two Against the World)
- 1936: The Golden Arrow
- 1936: Kain und Mabel (Cain and Mabel)
- 1936: Drei süße Mädels (Three Smart Girls)
- 1937: Ordnung ist das halbe Leben (The Great O’Malley)
- 1939: Idiot’s Delight
- 1939: Irrwege der Liebe (Broadway Serenade)
- 1939: Zenobia, der Jahrmarktselefant (Zenobia)
- 1939: Vier Töchter räumen auf (Daughters Courageous)
- 1939: That’s Right – You’re Wrong
- 1939: Four Wives
- 1940: Ein Bombenerfolg (An Angel from Texas)
- 1940: Land der Gottlosen (Santa Fe Trail)
- 1941: I Wanted Wings
- 1941: Zauber der Musik (The Hard-Boiled Canary)
- 1941: Our Wife
- 1941: Eheposse (Skylark)
- 1941/45: I Was a Criminal
- 1942: Tarzans Abenteuer in New York (Tarzan’s New York Adventure)
- 1942: Gespensterjagd in Dixie (Whistling in Dixie)
- 1942: Pittsburgh
- 1942: Stand by for Action
- 1943: Und das Leben geht weiter (The Human Comedy)
- 1943: Der Sheriff von Kansas (The Kansan)
- 1943: Jack London
- 1943: Eine Frau hat Erfolg (What a Woman!)
- 1944: Kismet
- 1944: Guest in the House
- 1944: Modell wider Willen (Together Again)
- 1945: Eine Frau mit Unternehmungsgeist (Roughly Speaking)
- 1945: Das Haus des Schreckens (Sherlock Holmes and the House of Fear)
- 1946: Cinderella Jones
- 1946: Tag und Nacht denk’ ich an Dich (Night and Day)
- 1946: Vergessene Stunde (Black Angel)
- 1946: Margie
- 1948: My Girl Tisa
- 1949: Ein Brief an drei Frauen (A Letter to Three Wives)
- 1950: Stella